# San Paolo Albanese
San Paolo Albanese es un municipio situado en el territorio de la provincia de Potenza, en Basilicata (Italia).

## Demografía
| Gráfica de evolución demográfica de San Paolo Albanese entre 1861 y 2001 |
|                                                                          |
| fuente ISTAT - elaboración gráfica a cargo de Wikipedia                  |

- Datos: Q52664
- Multimedia: San Paolo Albanese / Q52664

1. ↑  Worldpostalcodes.org, código postal n.º 85030.
2. ↑  «Codici Catastali». Comuni-italiani.it (en italiano). Consultado el 29 de abril de 2017.